# Varsha Nair
Varsha Nair (sinh năm 1957) là một nghệ sĩ Ấn Độ sinh ra ở Kampala, Uganda. Bà ấy nổi tiếng vì thể hiện cảm giác dịch chuyển. Bà được đào tạo tại Đại học Maharaja Sayajirao của Baroda và chuyển đến Bangkok vào năm 1995 sau khi chuyển từ Ấn Độ sang Anh và trở về. Cảm giác dịch chuyển được tạo ra trong nhiều lần di dời được đề cập trong công việc của Bà. Các ý tưởng về "nhà" và "thuộc về"  được đề cập đến trong các tác phẩm sắp đặt của Bà liên quan đến một không gian phù du. Bà là thành viên của nhóm sáng kiến đầu tiên tạo ra Womanifesto, một Biên niên giới thiệu các nghệ sĩ quốc tế ở Thái Lan và hiện là đồng tổ chức của tổ chức.
Bà đã trưng bày trong một số bảo tàng và phòng trưng bày bao gồm Phòng trưng bày nghệ thuật Guild ở Mumbai  và Tate Modern.

## Tác phẩm nghệ thuật
Năm 2006, Nair đã tổ chức một loạt các can thiệp trực tiếp có tiêu đề Gặp gỡ, được thực hiện tại hội trường Turbine ở Tate Modern. Bà đã cộng tác với Tejal Shah (Bombay) để phát triển các biện pháp can thiệp, trong đó các nghệ sĩ mặc straitjackets thêu trắng, kết nối với nhau bởi các tay áo ngớ ngẩn dài, và đòi chủ quyền rộng lớn kiến trúc Turbine Hall. Tác phẩm này cũng được thực hiện ở nhiều địa điểm khác, bao gồm lễ hội Đánh giá nghệ thuật sống quốc gia ở Glasgow và Palazzo Carignano ở Torino, Ý.
Tác phẩm của Bà Underciverse Yangon từ năm 2014 đã được trình diễn tại Bàng viên Nhân dân ở Yangon, Myanmar. Vasha Nair cũng tham gia Liên hoan nghệ thuật biểu diễn quốc tế Beyond áp lực lần thứ 2 tại Yangon năm 2009.